# MAKOTOシアター銀座
MAKOTOシアター銀座（マコトシアターぎんざ）は、東京都中央区京橋3丁目にかつて存在した小劇場、並びにこれを運営する企業（株式会社誠オフィス）。
元々は誠オフィスに所属する劇団公演（自主興行）が中心であったが、2005年から外部へ貸出し、自主興行はほとんど行っていなかった。そして2012年7月、閉館した。

## 歴史
- 2004年、開場
- 2012年7月、閉館[1]

## データ
- 所在地：東京都中央区京橋3丁目3番2号
現在は株式会社加島美術が入居。

### アクセス
鉄道
- 東京メトロ有楽町線銀座一丁目駅徒歩3分
- 東京メトロ銀座線京橋駅徒歩3分
- JR東日本山手線有楽町駅徒歩7分
- JR東日本東京駅徒歩7分

## 上演された作品
2011年
- 賢治島探検記
- 三遊亭きつつき勉強会
- DeadStock～桜の散るころ～
- コント山口君と竹田君の江戸前寄席Vol.3
- 即興芝居コロシアムVol.7
- メンズベリーハフラvol.2
- コント山口君と竹田君の江戸前寄席vol.2
- 八木家の人々～嵐の夜の七匹のこやぎ～
- 茂子と夕日と来々軒と
- スタンドバイミー～そばにいて～
- コント山口君と竹田君の江戸前寄席vol.1
- ボナペティライブ
- 庭園のすべて
- さくっとパントマイムフェスティバル2011
- 第6回1＆2＆3演劇祭
- 蠅取り紙
- gonda'sstory～ぼたもちの調べ～
- CRASH POTION～コーポゴーストの秘密～
- おいしい夕食
- 新作落語の会　夢で逢えたら…
- 劇団裏長屋マンションズ寄席公演「裏マン寄席 其の三〜お待んたせいたしました〜」

　2010年
- サダオのサダメ
- ヒーロー！！
- セーラー服と利かん坊
- スノーパウダー
- 3WAYミラー
- レンドラセツナゲ-愛のかけら-
- ゲキハピ
- 女流義太夫本牧亭を聴く会
- 不完全な未完成
- チャーリーズヘンジェル
- オーバーオーバーオーバー
- ドキドキわくわくマイム
- ソロマイムギャラリー
- もうひとつのハムレット～イキツクサキノ花～
- 梅川忠兵衛
- 第5回1＆2＆3演劇祭
- 僕たちだけで大丈夫！
- 新明暗
- お座敷唄ゆきの会

2009年
- 小さな地球（ほし）の片隅で
- 女優たち
- さくっとパントマイムフェスティバル2009
- BLUESKYGRACE
- 愛のかたまり
- 第4回1＆2＆3演劇祭
- 楽屋～流れ去るものはやがてなつかしき～
- 二人の微SHOW
- 穴ぼこ。
- 長編音楽ドキュメンタリー荒木栄の歌が聞こえる
- 18組のパフォーマーによる連続公演MIMEMODO
- ロミオのいる風景
- 山田太一作品
- うしろ姿のしぐれてゆくか
- 知覧の桜～空どこまでも蒼く
- 第3回1＆2＆3演劇祭
- スクラプ's
- ひまわり海に咲いた
- 春遠からず

2008年
- 前代未聞の二人芝居
- さくっとパントマイムフェスティバル2008
- 恋文
- 萬来軒の女　改訂版Ⅱ
- 令嬢かずこ
- 異人たちとの夏
- 第2回1＆2＆3演劇祭
- パントマイムウィーク3
- はさみ・父帰る
- 落ちたらキケン
- 藪の中

2007年
- 第1回1＆2＆3演劇祭
  - 四畳半襖の下張り[2]
- PUZZLE

2006年
- 白日鼠
- 鼓上皀
- 金毛犬

2005年
- ニングル